# Achatocarpus pubescens
Achatocarpus pubescens är en tvåhjärtbladig växtart som beskrevs av Charles Henry Wright. Achatocarpus pubescens ingår i släktet Achatocarpus och familjen Achatocarpaceae. Inga underarter finns listade i Catalogue of Life.